# Мишкинское (сельское поселение, Удмуртия)
Мишкинское — упразднённое муниципальное образование со статусом сельского поселения в составе Шарканского района Удмуртии.
Административный центр — село Мишкино.
Законом Удмуртской Республики от 28 апреля 2021 года № 36-РЗ упразднено в связи с преобразованием Шарканского района в муниципальный округ.

## История
Муниципальное образование создано 1 января 2006 года в результате муниципальной реформы. Предшественник — Мишкинский сельсовет Шарканского района.

## Населённые пункты
В состав муниципального образования входят пять населённых пунктов село Мишкино, деревня Малый Казес и три починка Дэдэ, Шегъянский и Малиновка.

## Местное самоуправление
Муниципальное образование действует в соответствии с ФЗ-131 «Об общих принципах организации местного самоуправления в Российской Федерации», согласно уставу муниципального образования и имеет трёхуровневую структуру органов местного самоуправления:
1. Глава муниципального образования — Перевозчикова Лина Анатольевна (избрана 6 марта 2012 года)
2. Представительный орган — Совет депутатов муниципального образования, состоит из десяти депутатов
3. Исполнительно-распорядительный орган — администрация муниципального образования

## Социальная инфраструктура
На балансе муниципального образования числятся: средняя школа и детский сад в селе Мишкино, начальная школа и детский сад в деревне Малый Казес.